# Erythrodes johorensis
Erythrodes johorensis är en orkidéart som först beskrevs av P.O'byrne, och fick sitt nu gällande namn av Paul Ormerod. Erythrodes johorensis ingår i släktet Erythrodes och familjen orkidéer. Inga underarter finns listade i Catalogue of Life.